# Konekham
Konekham (voller Name Samdat Brhat-Anya Chao Kunikama; * 15. Jahrhundert; † 1432 in Kokrua, Laos) war von 1430 bis zu seinem Tod König von Lan Chang, dem heutigen Luang Phrabang in Laos.
Konekham wurde zunächst als Gouverneur von Mueang Xieng-Sa ernannt und erhielt den Titel Brhat-Anya Jikama (Chikkham), als er dem Jugendalter entwachsen war. 1430 folgte er seinem Bruder Yukhon auf den Thron von Lan Chang, der in jenen Jahren heiß umstritten war. Konekham regierte etwa 18 Monate, bevor er auf Befehl seiner Tante Nang Keo Pimpha in Kokrua ermordet wurde.
Auf Konekham folgte für kurze Zeit der Sohn von Samsaenthai, Kham-Tam Sa, auf den Thron.